# Bohemian Rhapsody

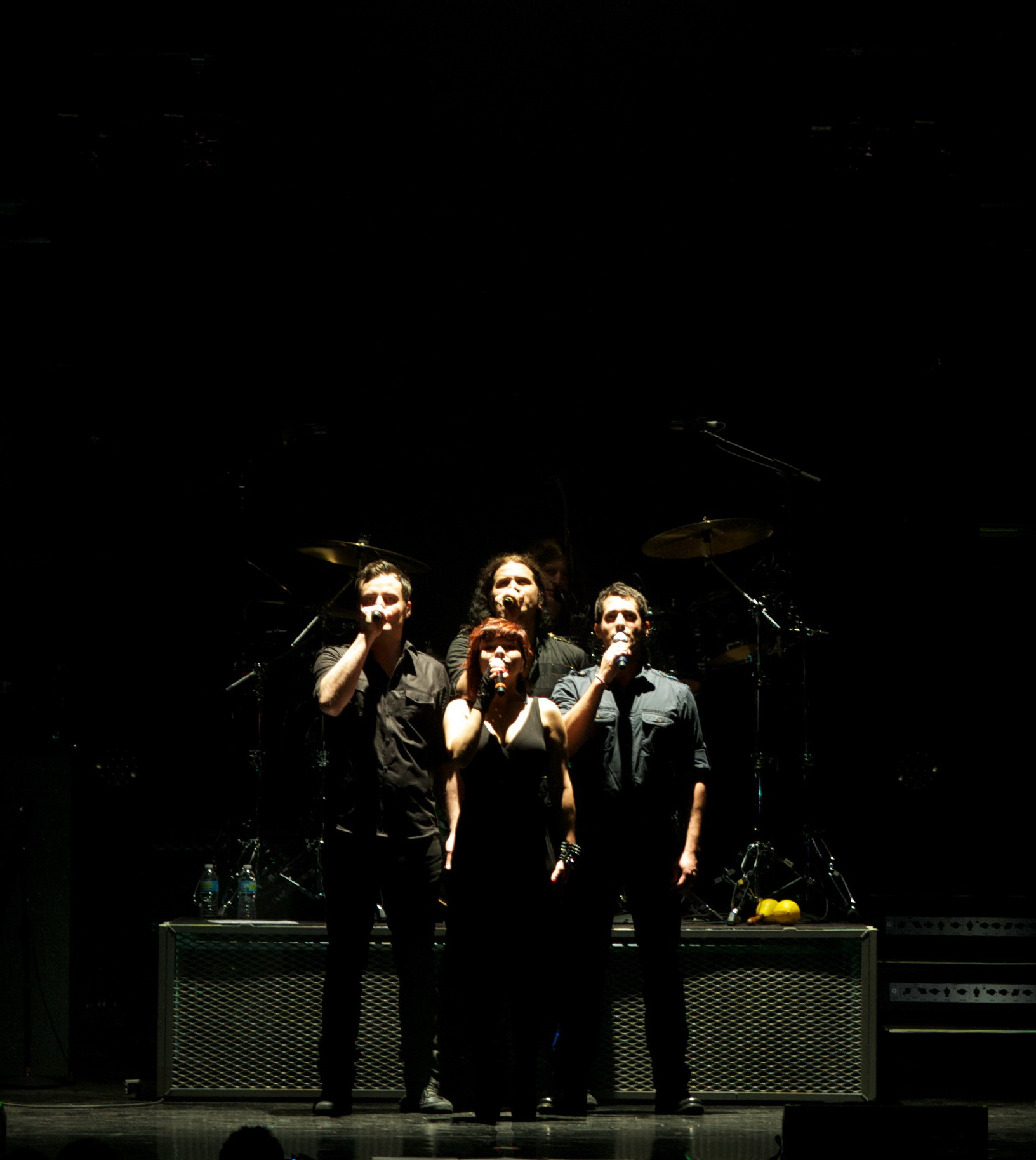
Een Queen-coverband speelt Bohemian Rhapsody.

Bohemian Rhapsody is een nummer in rapsodische vorm van de Britse rockgroep Queen. Het verscheen op het album A Night at the Opera uit 1975. Op 31 oktober van dat jaar werd het nummer op single uitgebracht.
Het was een wereldwijde hit voor de groep in 1975/1976 en de heruitgave eind 1991 werd ook een hit. Het wordt algemeen beschouwd als een van de succesvolste platen aller tijden.

## Opbouw
Het lied bestaat uit zes delen, waarin een aantal onderling sterk verschillende muziekstijlen aan bod komen. Het nummer combineert onder meer progressieve rock met hardrock en progressieve pop. De intro (0:00–0:49) wordt eerst gevolgd door een ballade (0:49–2:40). Daarna volgen een korte gitaarsolo (2:40–3:05), een opera-achtig intermezzo (3:05–4:07) en een hardrockgedeelte (4:07–4:54). Ten slotte is er een lange outro (4:54–5:55), die wordt afgesloten met het geluid van een gong.
Het lied is verder afwijkend qua opbouw doordat het geen refrein kent. Tevens komt geen enkel couplet een tweede keer voor.

## Tekst en betekenis
Over de precieze betekenis van de weinig samenhangende tekst is weinig duidelijk; zanger en schrijver Freddie Mercury hield er niet van om in interviews zijn teksten uit te leggen. Er is wel geopperd dat Goethes beroemde werk Faust een belangrijke bron van inspiratie heeft gevormd.
De tekst bevat filosofische elementen. Meteen in de intro wordt de vraag gesteld of het leven zoals wij dat ervaren echt is ("Is this the real life? Is this just fantasy?"), waarna wordt geconcludeerd dat er aan de realiteit geen ontsnappen mogelijk is.
Vervolgens lijkt het te gaan om een jongen uit een arme familie die een man doodschiet, en moet vluchten. De jongen beseft dat hij zijn leven, dat nog maar net was begonnen, vergooid heeft. Biograaf Ann-Lesley Jones heeft Mercury hierover gesproken, maar hij wilde er niks over zeggen. Hij kwam uit een streng gelovig gezin, waar homoseksualiteit taboe was. Jones sprak voor de biografie van Mercury echter ook met Tim Rice. Volgens hem verwijst de man die hij doodschiet naar de heteroseksuele Freddie, die hij achter zich laat. Rice schreef samen met Mercury de teksten voor het album Barcelona. Ook heeft Rice hierover gesproken met drummer Roger Taylor. Na Mercury's overlijden sprak Jones nog met zijn toenmalige levenspartner Jim Hutton. Hij vertelde dat hij vaak praatte met Mercury over zijn homoseksualiteit: "De verborgen boodschap in het lied is eenvoudig: hoe veel beter was zijn leven geweest, hoeveel gelukkiger was hij geweest als hij gewoon openlijk zichzelf had kunnen zijn? Freddie zou er nooit openlijk over praten omdat hij de schijn moest ophouden voor zijn familie."
Het opera-gedeelte bevat veel religieuze toespelingen; zo wordt hier Beëlzebub genoemd en komt de Arabische spreuk Bismillah ("in naam van God") voor. De tekst bevat verder enkele verwijzingen naar de operawereld. De naam Scaramouche wordt genoemd, evenals Figaro uit Il barbiere di Siviglia van Rossini. Verder wordt de 16-eeuwse geleerde Galileo Galilei aangeroepen, die door de Kerk werd vervolgd. Mogelijk verwijst dit zowel naar de hoofdpersoon uit Faust als naar het thema homoseksualiteit, waar Mercury graag acceptatie voor wilde.
Aan het eind wordt enkele malen de tekst "nothing really matters" herhaald. Ook de regel "Anyway the wind blows" is opnieuw te horen, net als aan het begin van het lied.

## Titel
De titel verwijst naar de wereld van de bohemiens, meer in het bijzonder het individualisme en de daarmee samenhangende creativiteit.
De term rhapsody komt uit de klassieke muziek en is een muziekstuk dat uit contrasterende delen bestaat.

## Opnamen
Het 'operakoor' in het midden is ingezongen door drie leden van Queen; John Deacon zong dit gedeelte niet mee. Dit inzingen gebeurde zo vaak dat er uiteindelijk circa 180 stemmen te horen waren. De opnames van dit gedeelte van het nummer namen zo'n drie weken in beslag.
De platenmaatschappij zag het helemaal niet zitten dat dit nummer − ruim langer dan de gangbare drie minuten − zou worden uitgebracht op single. Freddie Mercury gaf een kopie aan zijn goede vriend, radio-dj Kenny Everett, en zei (met een knipoog) dat hij het nooit in zijn show mocht afspelen. Everett deed, naar Mercury's verwachting, precies het tegenovergestelde, en draaide uiteindelijk het nummer veertien keer in twee dagen. Andere radiostations begonnen toen ook het nummer uit te zenden.
Er werd een videoclip bij opgenomen, zodat de single tijdens hun tour alsnog op Top Of The Pops van de BBC kon verschijnen. De clip was een van de eerste echte videoclips, maar artiesten als Elvis Presley, Bob Dylan, The Beatles, Roger Glover en zelfs Queen zelf hadden al eerder promotiefilmpjes gemaakt bij hun singles. De clip van Bohemian Rhapsody is voor 100% op video gedraaid waarbij enkele eenvoudige technieken (zoals een facetlens) gebruikt werden voor de special effects. Zo werd het videofeedbackeffect verkregen door de camera op een monitor te richten. Deze clip werd in iets meer dan vier uur opgenomen en kostte slechts £ 4500.

## Populariteit
Bohemian Rhapsody had wereldwijd succes. In Europese pop-polls is het vaak verkozen tot een van de beste popsongs aller tijden.
In de winter van 1975-1976 werd de plaat wereldwijd een gigantische hit. In Queens thuisland het Verenigd Koninkrijk bereikte de plaat de nummer 1-positie in de UK Singles Chart. Ook in Ierland, Spanje, Nieuw-Zeeland, Australië, Canada en de Verenigde Staten werd de nummer 1-positie bereikt.
In Nederland werd de plaat op zaterdag 13 december 1975 verkozen tot de 248e Troetelschijf op Hilversum 3 en werd ze een gigantische hit in de destijds twee hitlijsten op de nationale publieke popzender. De plaat bereikte de nummer 1-positie in zowel de destijds nieuwe publieke hitlijst de Nationale Hitparade, uitgezonden door de NOS als de Nederlandse Top 40, destijds uitgezonden door de TROS op de befaamde donderdag met dj Ferry Maat.
In België bereikte de plaat eveneens de nummer 1-positie in zowel de voorloper van de Vlaamse Ultratop 50 als de Vlaamse Radio 2 Top 30.
In december 1991 werd de plaat voor de tweede keer een grote hit. Dit hing enerzijds samen met het overlijden van Mercury. In de Verenigde Staten werd het succes ook in de hand gewerkt door de film Wayne's World, waarin de plaat een prominente rol speelt.
In 2004 werd de plaat opgenomen in de Grammy Hall Of Fame.

### Nederland
- In de Top 100 Allertijden van achtereenvolgens het publieke Veronica (1977-1995) en later het commerciële Yorin FM (2001-2006) en Radio Veronica, voor het laatst samengesteld in 2015, stond de plaat negen keer op de nummer 1-positie.
- In de sinds december 1999 jaarlijks door de Nederlandse publieke radiozender NPO Radio 2 uitgezonden NPO Radio 2 Top 2000 staat Bohemian Rhapsody in 2024 voor de 21e keer op de nummer 1-positie.
- Ook in de Top 4000 van Radio 10 stond de plaat meermaals bovenaan.
- In de Nationale Top 100 bij de TROS op Radio 3, stond Bohemian Rhapsody opnieuw op de nummer 1-positie in de eerste twee weken van 1992 (wegens het overlijden van Freddie Mercury opnieuw uitgebracht). In totaal heeft de plaat vijf weken op #1 gestaan. Ook haalde de plaat destijds weer een hitnotering in de Nederlandse Top 40 bij Veronica op Radio 3.

### België (Vlaanderen)
- In Radio Donna's Eindejaarstop stond Queen vanaf 1992 zestien jaar lang onafgebroken op de eerste positie tot de plaat in 2007 het veld moest ruimen voor Summer of '69 van Bryan Adams.
- In de Tijdloze 100 van Studio Brussel stond het nummer tussen 1987 − toen de lijst begon − en 1998 steevast in de Top 5.
- Op 31 december 2013 werd het uitgeroepen tot nummer 1 van de 1000 klassiekers van Radio 2 in Vlaanderen.

- Ook in de Belgische versie van de Radio 2 Top 2000 die sinds 2021 wordt uitgezonden en de JOE Top 2000 staat Bohemian Rhapsody bovenaan.

### Verenigd Koninkrijk
- In 1977 verkoos de British Phonographic Industry (BPI) de plaat tot 'de beste single van de afgelopen 25 jaar'.
- In 2002 werd de plaat als eerste verkozen in een peiling van Guinness naar de beste Britse single ooit.[8]
- In een peiling van de officiële Britse hitlijstenmaatschappij, UK Charts Company, werd het ook als beste verkozen.[9]
- Het is de op een na meest gedraaide plaat ooit op de Britse radio.[10]
- Het is de enige plaat die in vier verschillende kalenderjaren (1975, 1976, 1991, 1992) de Britse nummer 1-positie in de UK Singles Chart behaald heeft.
- Het is de enige plaat die tweemaal (1975, 1991) tijdens de kerstdagen op nummer 1 in de UK Singles Chart stond.
- Het is de enige plaat die in ongewijzigde vorm tweemaal de nummer 1-positie in de UK Singles Chart behaald heeft.

## Andere uitvoeringen
Het nummer is vele malen gecoverd door allerlei bands en individuele artiesten, zoals:
- In 1987 nam de satirische rockband Bad News een eigen versie van Bohemian Rhapsody op, op het album Bad News (1987).[11] De parodie werd geproduceerd door Queen-gitarist Brian May.
- Elaine Paige op The Queen Album (1988)[12]
- Elton John en Axl Rose gaven een eigen vertolking tijdens het Freddie Mercury Tribute Concert (1992), samen met een deel van de Queen-bandleden.
- "Weird Al" Yankovic goot de compositie in een polkaformat op het album Alapalooza (1993)[13]
- Dream Theater op het album A Change of Seasons (1995)
- Magic Affair op het album Queen Dance Traxx I. (1996)
- Paul de Leeuw gaf in 2000 een eigen vertolking van het nummer in Rotterdam Ahoy, samen met Bassie en Adriaan. Deze versie is uitgekomen als single en op de cd Zingen terwijl u wacht.
- In 2006 bracht de satirische band Enge Buren een Nederlandstalige versie uit van het nummer.
- Bij de tour met Paul Rodgers begon dit nummer met een opname van Freddie, die in Wembley Stadium zingt en piano speelt. Brian May en Roger Taylor speelden live mee. Na het operadeel zong Rodgers een deel, maar wisselde Mercury hem soms af. Het nummer eindigde met een opname van Mercury die een buiging naar het publiek maakt.
- Bij de tour met Adam Lambert verschilt de liveversie per tour. Zo werd tijdens de Queen + Adam Lambert Tour 2012, de Queen + Adam Lambert Tour 2014-2015 en de Queen + Adam Lambert Summer Festival Tour 2016 het eerste couplet gezongen door Adam Lambert en het tweede couplet bestond uit de zang en beelden van Freddie Mercury van het concert Queen Live at Wembley Stadium. In deze jaren werd ook het einde gezamenlijk gezonden door Freddie en Adam. Vanaf de Queen + Adam Lambert Tour 2017-2018 werd voor het eerst het volledige lied live gespeeld. Inclusief het intro. Ook waren er geen beelden meer te zien van Freddie Mercury en zong Adam Lambert vanuit grootse hoogte het nummer.
- Er is een Muppetversie van het nummer gemaakt, waarin de Muppets het hele nummer op een luidruchtige en drukke manier zingen. Deze cover werd voor het eerst uitgezonden op televisie op het kanaal Disney XD. De drummer wordt hierbij emotioneel verward bij het horen van het woord "mama".
- De YouTube-muzikant MysteryGuitarMan (Joe Penna) heeft een slide-whistleversie van dit lied gemaakt.
- Het Groningse duo Pé Daalemmer & Rooie Rinus hebben op dit nummer een Groningse parodie gemaakt.
- Het lied werd gespeeld tijdens de openings- en sluitingsceremonie van de Olympische Zomerspelen 2012 in Londen.
- In 2016 heeft Panic! at the Disco het nummer opgenomen voor het album Suicide Squad.
- Op het album Ome Henk slaat wild om zich heen van Ome Henk is een persiflage te vinden gespeeld door De Gallilejaas onder de titel Gallileejie Repsodie.
- The Petersens maakten een akoestische bluegrassversie van het nummer.[14]
- De Italiaanse altviolist Marco Misciagna bracht in 2024 een single uit met daarop een altviool-solo van het nummer.[15]

## Varia
- De band kon het operagedeelte niet live spelen. Na Brian Mays gitaarsolo gingen de lichten uit, gingen de bandleden van het podium af, en werd het operagedeelte via de luidsprekers afgespeeld. Als Roger Taylor zijn beroemde hoge noot haalde aan het einde van het operagedeelte, kwam de band het podium weer op, begeleid door vuurwerk en een lichtshow, voor het hardrockgedeelte.
- In 2018 verscheen de film Bohemian Rhapsody, een biopic over Queen.
- Op 6 september 2023 werd tijdens een veiling bij veilinghuis Sotheby's een door Mercury geschreven vijftien pagina's tellende eerste opzet van het nummer verkocht voor £1.300.000,- (ruim €1.600.000,-). Uit de tekst, die geschreven was op papier van de luchtvaartmaatschappij British Midland, bleek dat Mercury het nummer in eerste instantie Mongolian Rhapsody wou noemen en dat hij de openingszin "Mama, there's a war began" overwoog. Op een ander blaadje krabbelde hij kreten om te gebruiken voor het operagedeelte zoals Galileo en Scaramouche, maar ook afgevallen woorden als Belladonna' en Matador.[16]

## Hitnoteringen

### Nederlandse Top 40
| Hitnotering (week 1 t/m 13): 20-12-1975 t/m 13-03-1976 Hitnotering (week 14 t/m 24): 21-12-1991 t/m 07-03-1992 | Hitnotering (week 1 t/m 13): 20-12-1975 t/m 13-03-1976 Hitnotering (week 14 t/m 24): 21-12-1991 t/m 07-03-1992 | Hitnotering (week 1 t/m 13): 20-12-1975 t/m 13-03-1976 Hitnotering (week 14 t/m 24): 21-12-1991 t/m 07-03-1992 | Hitnotering (week 1 t/m 13): 20-12-1975 t/m 13-03-1976 Hitnotering (week 14 t/m 24): 21-12-1991 t/m 07-03-1992 | Hitnotering (week 1 t/m 13): 20-12-1975 t/m 13-03-1976 Hitnotering (week 14 t/m 24): 21-12-1991 t/m 07-03-1992 | Hitnotering (week 1 t/m 13): 20-12-1975 t/m 13-03-1976 Hitnotering (week 14 t/m 24): 21-12-1991 t/m 07-03-1992 | Hitnotering (week 1 t/m 13): 20-12-1975 t/m 13-03-1976 Hitnotering (week 14 t/m 24): 21-12-1991 t/m 07-03-1992 | Hitnotering (week 1 t/m 13): 20-12-1975 t/m 13-03-1976 Hitnotering (week 14 t/m 24): 21-12-1991 t/m 07-03-1992 | Hitnotering (week 1 t/m 13): 20-12-1975 t/m 13-03-1976 Hitnotering (week 14 t/m 24): 21-12-1991 t/m 07-03-1992 | Hitnotering (week 1 t/m 13): 20-12-1975 t/m 13-03-1976 Hitnotering (week 14 t/m 24): 21-12-1991 t/m 07-03-1992 | Hitnotering (week 1 t/m 13): 20-12-1975 t/m 13-03-1976 Hitnotering (week 14 t/m 24): 21-12-1991 t/m 07-03-1992 | Hitnotering (week 1 t/m 13): 20-12-1975 t/m 13-03-1976 Hitnotering (week 14 t/m 24): 21-12-1991 t/m 07-03-1992 | Hitnotering (week 1 t/m 13): 20-12-1975 t/m 13-03-1976 Hitnotering (week 14 t/m 24): 21-12-1991 t/m 07-03-1992 | Hitnotering (week 1 t/m 13): 20-12-1975 t/m 13-03-1976 Hitnotering (week 14 t/m 24): 21-12-1991 t/m 07-03-1992 | Hitnotering (week 1 t/m 13): 20-12-1975 t/m 13-03-1976 Hitnotering (week 14 t/m 24): 21-12-1991 t/m 07-03-1992 | Hitnotering (week 1 t/m 13): 20-12-1975 t/m 13-03-1976 Hitnotering (week 14 t/m 24): 21-12-1991 t/m 07-03-1992 | Hitnotering (week 1 t/m 13): 20-12-1975 t/m 13-03-1976 Hitnotering (week 14 t/m 24): 21-12-1991 t/m 07-03-1992 | Hitnotering (week 1 t/m 13): 20-12-1975 t/m 13-03-1976 Hitnotering (week 14 t/m 24): 21-12-1991 t/m 07-03-1992 | Hitnotering (week 1 t/m 13): 20-12-1975 t/m 13-03-1976 Hitnotering (week 14 t/m 24): 21-12-1991 t/m 07-03-1992 | Hitnotering (week 1 t/m 13): 20-12-1975 t/m 13-03-1976 Hitnotering (week 14 t/m 24): 21-12-1991 t/m 07-03-1992 | Hitnotering (week 1 t/m 13): 20-12-1975 t/m 13-03-1976 Hitnotering (week 14 t/m 24): 21-12-1991 t/m 07-03-1992 | Hitnotering (week 1 t/m 13): 20-12-1975 t/m 13-03-1976 Hitnotering (week 14 t/m 24): 21-12-1991 t/m 07-03-1992 | Hitnotering (week 1 t/m 13): 20-12-1975 t/m 13-03-1976 Hitnotering (week 14 t/m 24): 21-12-1991 t/m 07-03-1992 | Hitnotering (week 1 t/m 13): 20-12-1975 t/m 13-03-1976 Hitnotering (week 14 t/m 24): 21-12-1991 t/m 07-03-1992 | Hitnotering (week 1 t/m 13): 20-12-1975 t/m 13-03-1976 Hitnotering (week 14 t/m 24): 21-12-1991 t/m 07-03-1992 | Hitnotering (week 1 t/m 13): 20-12-1975 t/m 13-03-1976 Hitnotering (week 14 t/m 24): 21-12-1991 t/m 07-03-1992 | Hitnotering (week 1 t/m 13): 20-12-1975 t/m 13-03-1976 Hitnotering (week 14 t/m 24): 21-12-1991 t/m 07-03-1992 |
| Week: | 1 | 2 | 3 | 4 | 5 | 6 | 7 | 8 | 9 | 10 | 11 | 12 | 13 | | 14 | 15 | 16 | 17 | 18 | 19 | 20 | 21 | 22 | 23 | 24 | |
| --- | --- | --- | --- | --- | --- | --- | --- | --- | --- | --- | --- | --- | --- | --- | --- | --- | --- | --- | --- | --- | --- | --- | --- | --- | --- | --- |
| Positie: | 15 | 4 | 2 | 1 | 1 | 1 | 2 | 2 | 6 | 9 | 16 | 26 | 37 | uit | 15 | 4 | 2 | 2 | 2 | 2 | 4 | 8 | 15 | 20 | 37 | uit |

### Nationale Hitparade / Nationale Top 100 / Nederlandse Single Top 100
| Hitnotering (week 1 t/m 10): 20-12-1975 t/m 28-02-1976 Hitnotering (week 11 t/m 25): 14-12-1991 t/m 28-03-1992 Hitnotering (week 26 t/m 46): 10-11-2018 t/m 30-03-2019 Hitnotering (week 47): 04-01-2020 Hitnotering (week 48): 09-01-2021 Hitnotering (week 49): 08-01-2022 Hitnotering (week 50): 07-01-2023 Hitnotering (week 51 tot heden): 06-01-2024 tot heden | Hitnotering (week 1 t/m 10): 20-12-1975 t/m 28-02-1976 Hitnotering (week 11 t/m 25): 14-12-1991 t/m 28-03-1992 Hitnotering (week 26 t/m 46): 10-11-2018 t/m 30-03-2019 Hitnotering (week 47): 04-01-2020 Hitnotering (week 48): 09-01-2021 Hitnotering (week 49): 08-01-2022 Hitnotering (week 50): 07-01-2023 Hitnotering (week 51 tot heden): 06-01-2024 tot heden | Hitnotering (week 1 t/m 10): 20-12-1975 t/m 28-02-1976 Hitnotering (week 11 t/m 25): 14-12-1991 t/m 28-03-1992 Hitnotering (week 26 t/m 46): 10-11-2018 t/m 30-03-2019 Hitnotering (week 47): 04-01-2020 Hitnotering (week 48): 09-01-2021 Hitnotering (week 49): 08-01-2022 Hitnotering (week 50): 07-01-2023 Hitnotering (week 51 tot heden): 06-01-2024 tot heden | Hitnotering (week 1 t/m 10): 20-12-1975 t/m 28-02-1976 Hitnotering (week 11 t/m 25): 14-12-1991 t/m 28-03-1992 Hitnotering (week 26 t/m 46): 10-11-2018 t/m 30-03-2019 Hitnotering (week 47): 04-01-2020 Hitnotering (week 48): 09-01-2021 Hitnotering (week 49): 08-01-2022 Hitnotering (week 50): 07-01-2023 Hitnotering (week 51 tot heden): 06-01-2024 tot heden | Hitnotering (week 1 t/m 10): 20-12-1975 t/m 28-02-1976 Hitnotering (week 11 t/m 25): 14-12-1991 t/m 28-03-1992 Hitnotering (week 26 t/m 46): 10-11-2018 t/m 30-03-2019 Hitnotering (week 47): 04-01-2020 Hitnotering (week 48): 09-01-2021 Hitnotering (week 49): 08-01-2022 Hitnotering (week 50): 07-01-2023 Hitnotering (week 51 tot heden): 06-01-2024 tot heden | Hitnotering (week 1 t/m 10): 20-12-1975 t/m 28-02-1976 Hitnotering (week 11 t/m 25): 14-12-1991 t/m 28-03-1992 Hitnotering (week 26 t/m 46): 10-11-2018 t/m 30-03-2019 Hitnotering (week 47): 04-01-2020 Hitnotering (week 48): 09-01-2021 Hitnotering (week 49): 08-01-2022 Hitnotering (week 50): 07-01-2023 Hitnotering (week 51 tot heden): 06-01-2024 tot heden | Hitnotering (week 1 t/m 10): 20-12-1975 t/m 28-02-1976 Hitnotering (week 11 t/m 25): 14-12-1991 t/m 28-03-1992 Hitnotering (week 26 t/m 46): 10-11-2018 t/m 30-03-2019 Hitnotering (week 47): 04-01-2020 Hitnotering (week 48): 09-01-2021 Hitnotering (week 49): 08-01-2022 Hitnotering (week 50): 07-01-2023 Hitnotering (week 51 tot heden): 06-01-2024 tot heden | Hitnotering (week 1 t/m 10): 20-12-1975 t/m 28-02-1976 Hitnotering (week 11 t/m 25): 14-12-1991 t/m 28-03-1992 Hitnotering (week 26 t/m 46): 10-11-2018 t/m 30-03-2019 Hitnotering (week 47): 04-01-2020 Hitnotering (week 48): 09-01-2021 Hitnotering (week 49): 08-01-2022 Hitnotering (week 50): 07-01-2023 Hitnotering (week 51 tot heden): 06-01-2024 tot heden | Hitnotering (week 1 t/m 10): 20-12-1975 t/m 28-02-1976 Hitnotering (week 11 t/m 25): 14-12-1991 t/m 28-03-1992 Hitnotering (week 26 t/m 46): 10-11-2018 t/m 30-03-2019 Hitnotering (week 47): 04-01-2020 Hitnotering (week 48): 09-01-2021 Hitnotering (week 49): 08-01-2022 Hitnotering (week 50): 07-01-2023 Hitnotering (week 51 tot heden): 06-01-2024 tot heden | Hitnotering (week 1 t/m 10): 20-12-1975 t/m 28-02-1976 Hitnotering (week 11 t/m 25): 14-12-1991 t/m 28-03-1992 Hitnotering (week 26 t/m 46): 10-11-2018 t/m 30-03-2019 Hitnotering (week 47): 04-01-2020 Hitnotering (week 48): 09-01-2021 Hitnotering (week 49): 08-01-2022 Hitnotering (week 50): 07-01-2023 Hitnotering (week 51 tot heden): 06-01-2024 tot heden | Hitnotering (week 1 t/m 10): 20-12-1975 t/m 28-02-1976 Hitnotering (week 11 t/m 25): 14-12-1991 t/m 28-03-1992 Hitnotering (week 26 t/m 46): 10-11-2018 t/m 30-03-2019 Hitnotering (week 47): 04-01-2020 Hitnotering (week 48): 09-01-2021 Hitnotering (week 49): 08-01-2022 Hitnotering (week 50): 07-01-2023 Hitnotering (week 51 tot heden): 06-01-2024 tot heden | Hitnotering (week 1 t/m 10): 20-12-1975 t/m 28-02-1976 Hitnotering (week 11 t/m 25): 14-12-1991 t/m 28-03-1992 Hitnotering (week 26 t/m 46): 10-11-2018 t/m 30-03-2019 Hitnotering (week 47): 04-01-2020 Hitnotering (week 48): 09-01-2021 Hitnotering (week 49): 08-01-2022 Hitnotering (week 50): 07-01-2023 Hitnotering (week 51 tot heden): 06-01-2024 tot heden | Hitnotering (week 1 t/m 10): 20-12-1975 t/m 28-02-1976 Hitnotering (week 11 t/m 25): 14-12-1991 t/m 28-03-1992 Hitnotering (week 26 t/m 46): 10-11-2018 t/m 30-03-2019 Hitnotering (week 47): 04-01-2020 Hitnotering (week 48): 09-01-2021 Hitnotering (week 49): 08-01-2022 Hitnotering (week 50): 07-01-2023 Hitnotering (week 51 tot heden): 06-01-2024 tot heden | Hitnotering (week 1 t/m 10): 20-12-1975 t/m 28-02-1976 Hitnotering (week 11 t/m 25): 14-12-1991 t/m 28-03-1992 Hitnotering (week 26 t/m 46): 10-11-2018 t/m 30-03-2019 Hitnotering (week 47): 04-01-2020 Hitnotering (week 48): 09-01-2021 Hitnotering (week 49): 08-01-2022 Hitnotering (week 50): 07-01-2023 Hitnotering (week 51 tot heden): 06-01-2024 tot heden | Hitnotering (week 1 t/m 10): 20-12-1975 t/m 28-02-1976 Hitnotering (week 11 t/m 25): 14-12-1991 t/m 28-03-1992 Hitnotering (week 26 t/m 46): 10-11-2018 t/m 30-03-2019 Hitnotering (week 47): 04-01-2020 Hitnotering (week 48): 09-01-2021 Hitnotering (week 49): 08-01-2022 Hitnotering (week 50): 07-01-2023 Hitnotering (week 51 tot heden): 06-01-2024 tot heden | Hitnotering (week 1 t/m 10): 20-12-1975 t/m 28-02-1976 Hitnotering (week 11 t/m 25): 14-12-1991 t/m 28-03-1992 Hitnotering (week 26 t/m 46): 10-11-2018 t/m 30-03-2019 Hitnotering (week 47): 04-01-2020 Hitnotering (week 48): 09-01-2021 Hitnotering (week 49): 08-01-2022 Hitnotering (week 50): 07-01-2023 Hitnotering (week 51 tot heden): 06-01-2024 tot heden | Hitnotering (week 1 t/m 10): 20-12-1975 t/m 28-02-1976 Hitnotering (week 11 t/m 25): 14-12-1991 t/m 28-03-1992 Hitnotering (week 26 t/m 46): 10-11-2018 t/m 30-03-2019 Hitnotering (week 47): 04-01-2020 Hitnotering (week 48): 09-01-2021 Hitnotering (week 49): 08-01-2022 Hitnotering (week 50): 07-01-2023 Hitnotering (week 51 tot heden): 06-01-2024 tot heden | Hitnotering (week 1 t/m 10): 20-12-1975 t/m 28-02-1976 Hitnotering (week 11 t/m 25): 14-12-1991 t/m 28-03-1992 Hitnotering (week 26 t/m 46): 10-11-2018 t/m 30-03-2019 Hitnotering (week 47): 04-01-2020 Hitnotering (week 48): 09-01-2021 Hitnotering (week 49): 08-01-2022 Hitnotering (week 50): 07-01-2023 Hitnotering (week 51 tot heden): 06-01-2024 tot heden | Hitnotering (week 1 t/m 10): 20-12-1975 t/m 28-02-1976 Hitnotering (week 11 t/m 25): 14-12-1991 t/m 28-03-1992 Hitnotering (week 26 t/m 46): 10-11-2018 t/m 30-03-2019 Hitnotering (week 47): 04-01-2020 Hitnotering (week 48): 09-01-2021 Hitnotering (week 49): 08-01-2022 Hitnotering (week 50): 07-01-2023 Hitnotering (week 51 tot heden): 06-01-2024 tot heden | Hitnotering (week 1 t/m 10): 20-12-1975 t/m 28-02-1976 Hitnotering (week 11 t/m 25): 14-12-1991 t/m 28-03-1992 Hitnotering (week 26 t/m 46): 10-11-2018 t/m 30-03-2019 Hitnotering (week 47): 04-01-2020 Hitnotering (week 48): 09-01-2021 Hitnotering (week 49): 08-01-2022 Hitnotering (week 50): 07-01-2023 Hitnotering (week 51 tot heden): 06-01-2024 tot heden | Hitnotering (week 1 t/m 10): 20-12-1975 t/m 28-02-1976 Hitnotering (week 11 t/m 25): 14-12-1991 t/m 28-03-1992 Hitnotering (week 26 t/m 46): 10-11-2018 t/m 30-03-2019 Hitnotering (week 47): 04-01-2020 Hitnotering (week 48): 09-01-2021 Hitnotering (week 49): 08-01-2022 Hitnotering (week 50): 07-01-2023 Hitnotering (week 51 tot heden): 06-01-2024 tot heden |
| Week: | 1 | 2 | 3 | 4 | 5 | 6 | 7 | 8 | 9 | 10 | | 11 | 12 | 13 | 14 | 15 | 16 | 17 | 18 | 19 |
| --- | --- | --- | --- | --- | --- | --- | --- | --- | --- | --- | --- | --- | --- | --- | --- | --- | --- | --- | --- | --- |
| Positie: | 14 | 2 | 1 | 1 | 1 | 2 | 2 | 4 | 13 | 21 | uit | 51 | 17 | 1 | 1 | 2 | 2 | 3 | 5 | 7 |
| Week: | 20 | 21 | 22 | 23 | 24 | 25 | | 26 | 27 | 28 | 29 | 30 | 31 | 32 | 33 | 34 | 35 | 36 | 37 | 38 |
| Positie: | 14 | 22 | 33 | 39 | 52 | 77 | uit | 79 | 56 | 54 | 59 | 58 | 65 | 82 | 81 | 26 | 46 | 54 | 63 | 64 |
| Week: | 39 | 40 | 41 | 42 | 43 | 44 | 45 | 46 | | 47 | | 48 | | 49 | | 50 | | 51 | | |
| Positie: | 63 | 86 | 75 | 64 | 72 | 71 | 83 | 92 | uit | 81 | uit | 78 | uit | 99 | uit | 62 | uit | 60 | | |

### Vlaamse Ultratop 50
| Hitnotering (week 1 t/m 11): 03-01-1976 t/m 13-03-1976 Hitnotering (week 12 t/m 23): 04-01-1992 t/m 21-03-1992 | Hitnotering (week 1 t/m 11): 03-01-1976 t/m 13-03-1976 Hitnotering (week 12 t/m 23): 04-01-1992 t/m 21-03-1992 | Hitnotering (week 1 t/m 11): 03-01-1976 t/m 13-03-1976 Hitnotering (week 12 t/m 23): 04-01-1992 t/m 21-03-1992 | Hitnotering (week 1 t/m 11): 03-01-1976 t/m 13-03-1976 Hitnotering (week 12 t/m 23): 04-01-1992 t/m 21-03-1992 | Hitnotering (week 1 t/m 11): 03-01-1976 t/m 13-03-1976 Hitnotering (week 12 t/m 23): 04-01-1992 t/m 21-03-1992 | Hitnotering (week 1 t/m 11): 03-01-1976 t/m 13-03-1976 Hitnotering (week 12 t/m 23): 04-01-1992 t/m 21-03-1992 | Hitnotering (week 1 t/m 11): 03-01-1976 t/m 13-03-1976 Hitnotering (week 12 t/m 23): 04-01-1992 t/m 21-03-1992 | Hitnotering (week 1 t/m 11): 03-01-1976 t/m 13-03-1976 Hitnotering (week 12 t/m 23): 04-01-1992 t/m 21-03-1992 | Hitnotering (week 1 t/m 11): 03-01-1976 t/m 13-03-1976 Hitnotering (week 12 t/m 23): 04-01-1992 t/m 21-03-1992 | Hitnotering (week 1 t/m 11): 03-01-1976 t/m 13-03-1976 Hitnotering (week 12 t/m 23): 04-01-1992 t/m 21-03-1992 | Hitnotering (week 1 t/m 11): 03-01-1976 t/m 13-03-1976 Hitnotering (week 12 t/m 23): 04-01-1992 t/m 21-03-1992 | Hitnotering (week 1 t/m 11): 03-01-1976 t/m 13-03-1976 Hitnotering (week 12 t/m 23): 04-01-1992 t/m 21-03-1992 | Hitnotering (week 1 t/m 11): 03-01-1976 t/m 13-03-1976 Hitnotering (week 12 t/m 23): 04-01-1992 t/m 21-03-1992 | Hitnotering (week 1 t/m 11): 03-01-1976 t/m 13-03-1976 Hitnotering (week 12 t/m 23): 04-01-1992 t/m 21-03-1992 | Hitnotering (week 1 t/m 11): 03-01-1976 t/m 13-03-1976 Hitnotering (week 12 t/m 23): 04-01-1992 t/m 21-03-1992 | Hitnotering (week 1 t/m 11): 03-01-1976 t/m 13-03-1976 Hitnotering (week 12 t/m 23): 04-01-1992 t/m 21-03-1992 | Hitnotering (week 1 t/m 11): 03-01-1976 t/m 13-03-1976 Hitnotering (week 12 t/m 23): 04-01-1992 t/m 21-03-1992 | Hitnotering (week 1 t/m 11): 03-01-1976 t/m 13-03-1976 Hitnotering (week 12 t/m 23): 04-01-1992 t/m 21-03-1992 | Hitnotering (week 1 t/m 11): 03-01-1976 t/m 13-03-1976 Hitnotering (week 12 t/m 23): 04-01-1992 t/m 21-03-1992 | Hitnotering (week 1 t/m 11): 03-01-1976 t/m 13-03-1976 Hitnotering (week 12 t/m 23): 04-01-1992 t/m 21-03-1992 | Hitnotering (week 1 t/m 11): 03-01-1976 t/m 13-03-1976 Hitnotering (week 12 t/m 23): 04-01-1992 t/m 21-03-1992 | Hitnotering (week 1 t/m 11): 03-01-1976 t/m 13-03-1976 Hitnotering (week 12 t/m 23): 04-01-1992 t/m 21-03-1992 | Hitnotering (week 1 t/m 11): 03-01-1976 t/m 13-03-1976 Hitnotering (week 12 t/m 23): 04-01-1992 t/m 21-03-1992 | Hitnotering (week 1 t/m 11): 03-01-1976 t/m 13-03-1976 Hitnotering (week 12 t/m 23): 04-01-1992 t/m 21-03-1992 | Hitnotering (week 1 t/m 11): 03-01-1976 t/m 13-03-1976 Hitnotering (week 12 t/m 23): 04-01-1992 t/m 21-03-1992 | Hitnotering (week 1 t/m 11): 03-01-1976 t/m 13-03-1976 Hitnotering (week 12 t/m 23): 04-01-1992 t/m 21-03-1992 |
| Week: | 1 | 2 | 3 | 4 | 5 | 6 | 7 | 8 | 9 | 10 | 11 | | 12 | 13 | 14 | 15 | 16 | 17 | 18 | 19 | 20 | 21 | 22 | 23 | |
| --- | --- | --- | --- | --- | --- | --- | --- | --- | --- | --- | --- | --- | --- | --- | --- | --- | --- | --- | --- | --- | --- | --- | --- | --- | --- |
| Positie: | 15 | 6 | 3 | 2 | 1 | 1 | 1 | 3 | 7 | 13 | 21 | uit | 23 | 13 | 9 | 8 | 8 | 6 | 9 | 10 | 21 | 24 | 24 | 48 | uit |

### Evergreen Top 1000
| Jaar    | 2008 | 2009 | 2010 | 2011 | 2012 | 2013 | 2014 | 2015 | 2016 | 2017 | 2018 | 2019 | 2020 | 2021 | 2022 | 2023 |
| ------- | ---- | ---- | ---- | ---- | ---- | ---- | ---- | ---- | ---- | ---- | ---- | ---- | ---- | ---- | ---- | ---- |
| Positie | -    | -    | -    | -    | -    | -    | -    | -    | 953  | 14   | 5    | 7    | 10   | 12   | 14   | 17   |

### NPO Radio 2 Top 2000
| Nummer met noteringen in de NPO Radio 2 Top 2000 | '99 | '00 | '01 | '02 | '03 | '04 | '05 | '06 | '07 | '08 | '09 | '10 | '11 | '12 | '13 | '14 | '15 | '16 | '17 | '18 | '19 | '20 | '21 | '22 | '23 | '24 |
| ------------------------------------------------ | --- | --- | --- | --- | --- | --- | --- | --- | --- | --- | --- | --- | --- | --- | --- | --- | --- | --- | --- | --- | --- | --- | --- | --- | --- | --- |
| Bohemian Rhapsody                                | 1   | 1   | 1   | 1   | 1   | 1   | 2   | 1   | 1   | 1   | 1   | 2   | 1   | 1   | 1   | 2   | 2   | 1   | 1   | 1   | 1   | 2   | 1   | 1   | 1   | 1   |

1. ↑  Een vetgedrukt getal geeft de hoogste notering aan.

### Vlaamse Radio 2 1000 Klassiekers
| Nummer met notering(en) in de 1000 Klassiekers van Radio 2 | '07 | '08 | '09 | '10 | '11 | '12 | '13 | '14 | '15 | '16 | '17 | '18 | '19 | '20 |
| ---------------------------------------------------------- | --- | --- | --- | --- | --- | --- | --- | --- | --- | --- | --- | --- | --- | --- |
| Bohemian Rhapsody                                          | 1   | 2   | 35  | 1   | 1   | 1   | 1   | 2   | 2   | 1   | 1   | 1   | 1   | 1   |

1. ↑  Een getal geeft de plaats aan; een '-' dat het nummer niet genoteerd was. Een vetgedrukt getal geeft aan dat dit de hoogste notering betreft.

### Radio Veronica Top 1000 Allertijden
| Jaar    | 2003 | 2004 | 2005 | 2006 | 2007 | 2008 | 2009 | 2010 | 2011 | 2012 | 2013 | 2014 | 2015 | 2016 | 2017 | 2018 | 2019 | 2020 | 2021 | 2022 | 2023 |
| ------- | ---- | ---- | ---- | ---- | ---- | ---- | ---- | ---- | ---- | ---- | ---- | ---- | ---- | ---- | ---- | ---- | ---- | ---- | ---- | ---- | ---- |
| Positie | 2    | 2    | 1    | 1    | 3    | 4    | 5    | 6    | 8    | 5    | 2    | 1    | 1    | 4    | 4    | 1    | 1    | 1    | 4    | 3    | 8    |

### Radio 10 Top 4000
| Jaar    | 2001 | 2002 | 2006 | 2007 | 2008 | 2009 | 2010 | 2011 | 2012 | 2013 | 2014 | 2015 | 2016 | 2017 | 2018 | 2019 | 2020 | 2021 | 2022 | 2023 |
| ------- | ---- | ---- | ---- | ---- | ---- | ---- | ---- | ---- | ---- | ---- | ---- | ---- | ---- | ---- | ---- | ---- | ---- | ---- | ---- | ---- |
| Positie | 4    | 1    | 1    | 3    | 5    | 2    | 1    | 1    | 1    | 1    | 1    | 1    | 1    | 1    | 1    | 1    | 1    | 1    | 1    | 1    |

### JOE Top 2000
| Jaar    | 2009 | 2010 | 2011 | 2012 | 2013 | 2014 | 2015 | 2016 | 2017 | 2018 | 2019 | 2020 | 2021 |
| ------- | ---- | ---- | ---- | ---- | ---- | ---- | ---- | ---- | ---- | ---- | ---- | ---- | ---- |
| Positie | 1    | 1    | 1    | 1    | 2    | 1    | 1    | 3    | 1    | 1    | 1    | 2    | 1    |

### MNM Top 1000
| Jaar    | 2010 | 2011 | 2012 | 2013 | 2014 | 2015 | 2016 | 2017 | 2018 | 2019 | 2020 |
| ------- | ---- | ---- | ---- | ---- | ---- | ---- | ---- | ---- | ---- | ---- | ---- |
| Positie | 6    | 9    | 3    | 2    | 5    | 3    | 3    | 4    | 3    | 1    | 2    |